# 弯果黄菫
弯果黄菫（学名：Corydalis ophiocarpa），又名蛇果黄堇，为紫菫科紫菫属下的一个种。

## 扩展阅读
- 維基物種上的相關：弯果黄菫